# Bangli (regência)
A Regência de Bangli é uma regência (kabupaten) da ilha e província de Bali, Indonésia. Situada no centro-leste da ilha, é a única regência balinesa que não tem costa marítima. Tem 520,81 km² de área e em 2022 a estimativa oficial de população era 267 133 habitantes (densidade: 512,9 hab./km²). A capital da regência é Bangli.
A regência é sucessora do Reino de Bangli, um dos nove reinos de Bali, que existiu até 1907. Entre as atrações turísticas situadas na regência destacam-se as seguintes:
- Pura Kehen — um templo hindu situado nos arredores de Bangli. Estima-se que a configuração atual seja do século XIII, mas que é mencionado numa inscrição do século IX. Foi o principal templo do Reino de Bangli.
- Monte Batur — um estratovulcão ativo com 1 717 metros de altitude, situado no centro de duas caldeira vulcânicas concêntricas.
- Lago Batur — um lago de montanha com 15,9 km² de superfície e 88 m de profundidade máxima, situado numa das caldeiras do monte Batur,  a 1 031 m de altitude, perto de Kintamani.

## Distritos
A regência está dividida em quatro distritos (em indonésio: kecamatan). O nome de cada uma das capitais de distrito coincide com o nome do respetivo distrito.
| Distrito | População (2022) | Área (km²) | Dens. pop. (hab.km²) | Num. de aldeias [◊] |
| --- | ---------------- | ---------- | -------------------- | ------------------- |
| Bangli | 55 507           | 56,3       | 985,91               | 9                   |
| Kintamani | 116 949          | 366,9      | 318,75               | 48                  |
| Susut | 49 629           | 49,3       | 1 006,67             | 9                   |
| Tembuku | 45 048           | 48,3       | 932,67               | 6                   |
| Totais | 267 133          | 520,8      | 512,93               | 72                  |
| [◊] ^ "Aldeia" é a tradução da designação genérica em indonésio do tipo de subdivisão administrativa abaixo das regências. |                  |            |                      |                     |